# Marquesado de Elduayen
El marquesado de Elduayen es un título nobiliario español creado el 23 de mayo de 1876 por el rey Alfonso XII en favor de María Josefa Ximénez de Sandoval, esposa de Ángel Elduayen y Mathet —capitán de navío de la Real Armada—, como reconocimiento por su apoyo a la Corona durante la Primera República y la posterior Restauración borbónica.

## Marqueses de Elduayen
|                          | Titular                                     | Periodo                  |
| Creación por Alfonso XII | Creación por Alfonso XII                    | Creación por Alfonso XII |
| ------------------------ | ------------------------------------------- | ------------------------ |
| I                        | María Josefa Ximénez de Sandoval y Saavedra | 1876-1912                |
| II                       | José Elduayen y Ximénez de Sandoval         | 1913-1954                |
| III                      | Maximilianio de Elduayen y Ratibor          | 1958-2002                |
| IV                       | Maximiliano de Elduayen y Chávarri          | 2002-hoy                 |

## Historia de los marqueses de Elduayen
- María Josefa Ximénez de Sandoval y Saavedra (m. Múnich, 7 de junio de 1912),[3] I marquesa de Elduayen.

Casó con Ángel Elduayen y Mathé, hijo de José Elduayen Gorriti, I marqués del Pazo de la Merced. El 29 de noviembre de 1922, tras solicitud cursada en enero de 1913, le sucedió su hijo:
- José Elduayen y Ximénez de Sandoval (1893-1954),[7] II marqués de Elduayen, mayordomo de semana del rey Alfonso XIII.

Casó con Victoria de Ratibor, princesa de Hohenlohe-Schillingsfrust, condesa de Orsay. El 4 de julio de 1958, tras orden del 29 de marzo de 1958 para que se expida la correspondiente carta de sucesión (BOE del 10 de abril), le sucedió su hijo:
- Maximiliano de Elduayen y de Ratibor (m. 2002), III marqués de Elduayen.

Casó con María del Carmen Chávarri y Poveda. El 19 de julio del 2002, tras solicitud cursada el 26 de febrero del mismo año (BOE del 18 de marzo) y orden del 16 de mayo del 2002 para que se expida la correspondiente carta de sucesión (BOE del 4 de junio), le sucedió su hijo:
- Maximiliano de Elduayen y Chávarri (n. 1957), IV marqués de Elduayen.